# Толер, Рэй
Рэй Толер (англ. Ray Toler; род. 26 октября 1949, Сент-Луис, Миссури, США) — американский киноактёр. Наиболее известен ролью дальнобойщика Бена Джонсона в российском фильме 2000 года «Брат 2». Фильмография Толера состоит из 12 фильмов и телесериалов. Например, «Один дома», «Скорая помощь» и другие.

## Биография

### Ранние годы
Рэй Толер родился 26 октября 1949 года в городе Сент-Луис, штат Миссури, США. Обучался в русской школе, однако почти всё забыл ещё с ученических времён. Впоследствии получил медицинское образование, но, несмотря на это, решил попробовать себя в кино. Рэй отучился во Флориде на режиссёра.

### Карьера в кино
Впервые выступить перед публикой ему довелось в 1975 году в комедийном представлении «Шоу Тоби». В 1990 году Рэй дебютировал на большом экране, сыграв Роба — дядю главного героя Кевина Маккаллистера в рождественской кинокомедии «Один дома». Именно к нему в гости в Париж собралась вся семья Маккаллистеров, забыв дома Кевина. После этого у Толера была небольшая роль в мелодраме «Разговор начистоту», где он сыграл посетителя стрип-клуба. Он также появился в сериалах «Скорая помощь», «Неприкасаемые», а также фильмах «Их собственная лига» и «Служители закона».

#### Роль в фильме «Брат-2»
В российском фильме «Брат-2» Рэй Толер исполнил роль Бена Джонсона — американского дальнобойщика, который, по сюжету, помог главному герою фильма Даниле Багрову во время его приключений в Америке. Сам актёр впоследствии вспоминал, что о кастинге в «Брат-2» сообщил агент. Когда Толер пришёл на пробы, режиссёр Алексей Балабанов предложил просто поговорить. Свой рассказ о жизни Рэй завершил американским анекдотом про евреев, над которым Балабанов смеялся несколько минут. После этого Толера утвердили на роль дальнобойщика. По словам Рэя, когда он решился на роль Бена Джонсона, его задачей стало «создать образ типичного добропорядочного работяги-американца». Он хотел сыграть таким образом, чтобы сразу донести до зрителя мысль, что «два человека могут искренне уважать друг друга и чувствовать взаимное расположение, невзирая на национальность и политические и иные различия стран, откуда они родом».
Для съёмок сцен с Рэем нужен был большой грузовик, но такой стоил не меньше 150 тыс. долларов. Поэтому пришлось искать водителей, которые согласились бы сдать свой транспорт в аренду. Откликнулся дальнобойщик Тод, занимавшийся перевозкой кукурузы. Управлять Peterbilt 379 пришлось самому Толеру. По его воспоминаниям, это была самая сложная поездка в его жизни. Когда Толер и Сергей Бодров снимались в одной из сцен, находясь в грузовике, понадобилось много людей в одной кабине. Помимо Сергея и Рэя, в кабине находились Балабанов, оператор Сергей Астахов, звукооператор, а также владелец грузовика. Многие зрители ошибочно предполагали, что дальнобойщика сыграл актёр Юрий Стоянов
После картины «Брат-2» Толер появился на экране только один раз, в 2009 году, в гангстерском фильме «Чикагские похороны», после чего забросил деятельность в кино.

## Личная жизнь
В 1974 году Толер женился на финансистке по имени Синди. Супруги живут в Чикаго. У них есть сын Адам, восьмилетний внук Азриэль и четырёхлетняя внучка Фрея Врин, которые живут в Канаде. На сегодняшний день Толер занимается созданием декораций для театральных постановок.

## Фильмография
| Год  |   | Русское название        | Оригинальное название | Роль                                  |
| ---- | - | ----------------------- | --------------------- | ------------------------------------- |
| 1987 | с | Неразгаданные тайны     | Unsolved Mysteries    | шериф округа Ду-Пейдж                 |
| 1990 | ф | Один дома               | Home Alone            | дядя Роб                              |
| 1992 | ф | Разговор начистоту      | Straight Talk         | посетитель стрип-клуба                |
| 1992 | ф | Их собственная лига     | A League of Their Own | крикун из Лукаша (не указан в титрах) |
| 1992 | с | Ангел-Стрит             | Angel Street          | аукционист                            |
| 1993 | с | Неприкасаемые           | The Untouchables      | детектив                              |
| 1997 | с | Скорая помощь           | ER                    | Гиббс                                 |
| 1997 | ф | Тысяча акров            | A Thousand Acres      | Марв Карсон                           |
| 1998 | ф | Служители закона        | U.S. Marshals         | Эрл                                   |
| 1999 | с | Завтра наступит сегодня | Early Edition         | Мистер Крэвин, художник / Глэн        |
| 2000 | ф | Брат-2                  | Брат-2                | дальнобойщик Бен Джонсон              |
| 2009 | ф | Чикагские похороны      | Chicago Overcoat      | Альдерман Росси                       |